# SparingVision
 (juin 2023).
SparingVision est une biotech spécialiste de la médecine génomique pour le traitement des maladies de la rétine. Elle est une entité de l'Institut de la Vision.

## Présentation
L'entreprise est fondée en 2016 par Thierry Leveillard, directeur de recherche à l'Inserm et José-Alain Sahel, fondateur et directeur de l'Institut de la Vision. Elle est créée et elle est présidée par Stéphane Boissel.
SparingVision est en test sur deux produits, dont les noms de code sont SPVN06 et SPVN20. Ils visent à combattre la rétinite pigmentaire.

## Histoire
En juillet 2020, le SPVN06 obtient le statut de « médicament orphelin » par la Commission européenne.
En septembre 2022, SparingVision lève 75 millions d'euros pour sa thérapie génique de la rétinite pigmentaire,.

## Prix
- 2017 : Lauréate et Grand Prix du concours national de création d’entreprises innovantes ILAB2017[8].